# 나장조
나장조(-長調)는 조성 중 하나로, 나(B) 음을 으뜸음으로 하는 장음계이다. 음계는 B, C♯, D♯, E, F♯, G♯, A♯로 되어있다. 조표에는 올림표가 총 5개 있다. 나란한조로는 올림사단조가 있고, 같은으뜸조로는 나단조가, 이명동조로는 내림다장조가 있다. 으뜸음 코드는 B(시 레♯ 파♯ ).
나장조는 조표에 올림표가 비교적 많은 편으로, 일반적으로 5도권에서 다장조와 거리가 멀게 여겨지지만, 프레데릭 쇼팽은 이 조성의 음계를 피아노에서 연주하기 가장 쉽게 여겼다. 검은 건반이 흰 건반보다 비교적 누르기 쉽기 때문이라고 한다. 그래서 그는 종종 피아노를 처음 배우는 학생들에게 먼저 이 조성의 음계로 배정했고, 다장조는 마지막까지 내버려두었다. 그는 다장조가 건반 연주 시 상당히 연주하기 가장 어려운 조성이라고 생각했기 때문이다. 그 자연 음계에 검은 건반의 음이 전혀 없어, 다장조 사용 시 검은 건반을 누를 일이 비교적 적기 때문이라고 한다.
나장조는 사용빈도가 비교적 드문 편이다. 나장조의 대규모 작품은 거의 없다. 여기에는 하이든의 교향곡 46번이 포함된다. 베르디의 오페라 리골레토에서 나오는 아리아 "La donna è mobile"이 이 조성에 있고, 라크메의 "Flower Duet"도 이 조성이 있다. 슈베르트의 피아노 소나타, D. 575와 드보르작의 Nocturne Op. 40에서 나장조가 사용되었다. 브람스의 피아노 트리오 1번, Op. 8은 나장조이지만, 이 작품은 나단조로 끝난다. 브람스는 또한 그의 두 번째 교향곡 나장조의 느린 악장과 발라드 Op. 10의 네 번째이자 마지막 곡을 작성했다. 베토벤의 피아노 협주곡 5번 "황제"의 두 번째 악장과 무소르그스키의 전람회의 그림에서 "튀일리" 악장과 이고르 스트라빈스키의 불새 모음곡의 피날레, 차이코프스키의 만프레드 교향곡 나단조의 끝부분에도 이 조성이 사용되었다.

## 음계의 화음 종류
- 으뜸화음 - B 장화음
- 웃으뜸화음 - C♯ 단화음
- 가온화음 - D♯ 단화음
- 버금딸림화음 - E 장화음
- 딸림화음 - F♯ 장화음
- 버금가온화음 - G♯ 단화음
- 이끎화음 - A♯ 감화음